# الدن رینگ نایت‌رین
اِلدن رینگ نایت‌رِین (エルデンリング ナイトレイン Eruden Ringu Naitorein) یک بازی ویدئویی به سبک نقش‌آفرینی اکشن است که توسط فرام سافتور توسعه یافته و به‌وسیلهٔ باندای نامکو انترتینمنت منتشر شد. این بازی یک اسپین‌آف مستقل از عنوان الدن رینگ است، که در مراسم گیم آواردز ۲۰۲۴ از آن رونمایی شد و در سال ۲۰۲۵ و روز ۳۰ مه برای پلی‌استیشن ۴، پلی‌استیشن ۵، مایکروسافت ویندوز، ایکس‌باکس وان و ایکس‌باکس سری اکس/اس منتشر شد و ۲ میلیون واحد فروخته است.

## روند بازی
اِلدن رینگ نایت‌رِین یک بازی ویدئویی نقش‌آفرینی اکشن گروهی است که در نسخه‌ای از لیمگریو (Limgrave)، اولین منطقه جهان باز الدن رینگ که به‌صورت رویه‌ای تولید شده است، روایت می‌شود. در حالی که بازی از حالت تک‌نفره برخوردار است، طوری در نظر گرفته شده است که توسط تیم‌های سه‌نفره بازی شود و در طول روز در بازی با یکدیگر همکاری می‌کنند تا برای غول آخر آماده شوند. مشابه بازی‌های سبک بتل رویال مانند فورتنایت، نایت‌رِین دارای یک ناحیه گیم‌پلی کوچک‌تر است که پس از شکست دادن یک غول آخر فرعی توسط بازیکنان در پایان بازی، بازآرایی می‌شود. جونیا ایشیزاکی کارگردان بازی تأکید کرده است که خط سلامتی دشمنان با توجه به تعداد بازیکنان تک‌نفره یا سه‌نفره تغییر خواهد کرد.

## منتقدین
در سایت متاکریت از طرف منتقدین با ۷۶ نقد نمره ۷۷ را بدست آورد.